# Killing Eve
Killing Eve là một bộ phim truyền hình đề tài gián điệp giật gân của Anh, được sản xuất tại Vương quốc Anh bởi Sid Gentle Films cho các kênh BBC America và BBC Three. Bộ phim kể về Eve Polastri (Sandra Oh), một điều tra viên tình báo Anh Quốc được giao nhiệm vụ truy bắt sát thủ rối loạn nhân cách Villanelle (Jodie Comer). Khi cuộc đuổi bắt diễn ra, hai bên phát triển nỗi ám ảnh lẫn nhau. Dựa trên loạt tiểu thuyết Villanelle của Luke Jennings, mỗi mùa phim được dẫn dắt bởi một nữ biên kịch chính khác nhau. Mùa phim đầu tiên chọn Phoebe Waller-Bridge là biên kịch chính, mùa thứ hai là Emerald Fennell, mùa thứ ba là Suzanne Heathcote và mùa thứ tư là Laura Neal.
Mùa phim đầu tiên phát sóng lần đầu trên BBC America vào ngày 8 tháng 4 năm 2018 và trên BBC iPlayer vào ngày 15 tháng 9 năm 2018 thông qua BBC Three. Mùa phim thứ ba trình chiếu vào ngày 12 tháng 4 năm 2020 ở BBC America và vào ngày 13 tháng 4 năm 2020 ở BBC iPlayer, và kết thúc vào ngày 31 tháng 5 năm 2020. Mùa phim thứ tư (và là mùa cuối) trình chiếu vào ngày 27 tháng 2 năm 2022 trên BBC America, 28 tháng 2 năm 2022 trên BBC iPlayer, 5 tháng 3 năm 2022 trên BBC One và kết thúc vào ngày 17 tháng 4 năm 2022.
Hai mùa phim đầu tiên nhận được những lời tán dương, trong khi hai mùa phim cuối thì vấp phải nhiều phản hồi trái chiều hơn, đặc biệt là mùa thứ tư đã gây ra phản ứng dữ dội từ các nhà phê bình và khán giả. Bộ phim đã phá vỡ mức tăng tỉ lệ lượt xem hàng tuần và gặt hái một số giải thưởng, bao gồm giải thưởng truyền hình BAFTA cho phim truyền hình chính kịch hay nhất. Cả Oh và Comer đều được khen ngợi vì màn thể hiện của họ, họ lần lượt đoạt được giải Quả cầu vàng cho nữ diễn viên chính xuất sắc nhất - phim truyền hình chính kịch và giải Primetime Emmy cho nữ diễn viên chính xuất sắc trong phim truyền hình chính kịch. Comer và Fiona Shaw cũng giành giải truyền hình BAFTA cho màn thể hiện của họ.